# Behangersbijen
De behangersbijen (Megachile) zijn een geslacht van bijen uit de familie Megachilidae. De naam voor het geslacht werd in 1802 voorgesteld door Latreille. De soorten leven in holletjes van bijvoorbeeld bamboe of in hout. Typerend voor deze soorten is onder meer dat ze geen arolia tussen hun klauwtjes hebben; in tegenstelling tot veel andere bijen kunnen ze dus niet tegen gladde oppervlakken zoals glas oplopen. Megachile pluto, de grootste bij ter wereld, is in dit geslacht te vinden.

## Soorten
- M. abacula Cresson, 1878
- M. abdominalis Smith, 1853
- M. abessinica Friese, 1915
- M. abluta Cockerell, 1911
- M. abnegata Cockerell, 1931
- M. abnegatula Cockerell, 1937
- M. abnormis Mitchell, 1930
- M. abongana Strand, 1911
- M. acculta Cockerell, 1931
- M. acerba Mitchell, 1930
- M. acraensis Friese, 1903
- M. acris Mitchell, 1930
- M. aculeata Vachal, 1910
- M. acutiventris Friese, 1903
- M. addenda Cresson, 1878
- M. addita Pasteels, 1965
- M. adelaidae Cockerell, 1910
- M. adeloptera Schletterer, 1891
- M. adelphodonta Cockerell, 1924
- M. adempta Cockerell, 1931
- M. admixta Cockerell, 1931
- M. aduaensis Friese, 1909
- M. adusta Walker, 1871
- M. aeola Cameron, 1902
- M. aetheria Mitchell, 1930
- M. aethiops Smith, 1853
- M. affabilis Mitchell, 1930
- M. afra Pasteels, 1965
- M. agilis Smith, 1879
- M. agnosta Engel, 2017
- M. agustini Cockerell, 1905
- M. ainu Hirashima & Maeta, 1974
- M. akamiella Pasteels, 1965
- M. alani Cockerell, 1929
- M. alata Mitchell, 1934
- M. albicaudella Pasteels, 1965
- M. albidula Alfken, 1931
- M. albifrons Smith, 1853
- M. albipila Pérez, 1895
- M. albiscopa (Saussure, 1890)
- M. albisecta (Klug, 1817)
- M. albispinis Vachal, 1908)
- M. albitarsis Cresson, 1872
- M. albobarbata Cockerell, 1915
- M. albobasalis Smith, 1879
- M. albocristata Smith, 1853
- M. albohirsuta Pasteels, 1965
- M. albohirta (Brullé, 1839)
- M. albolineata Cameron, 1897
- M. albomarginata Smith, 1879
- M. albonigra Pasteels, 1973
- M. albonotata Radoszkowski, 1886
- M. albopicta Smith, 1853
- M. albopilosa Friese, 1916
- M. alboplumula Wu, 2005
- M. albopunctata Jörgensen, 1909
- M. alborufa Friese, 1911
- M. alboscopacea Friese, 1903
- M. alleni  Mitchell, 1927
- M. alleni Mitchell, 1927
- M. alleynae Rayment, 1935
- M. alleynae Rayment, 1935
- M. alopecura Cockerell, 1923
- M. alpicola Alfken, 1924 – Bergbehangersbij
- M. alpigena Friese, 1925
- M. alta Mitchell, 1930
- M. altera Vachal, 1903
- M. alternans Friese, 1922
- M. alucaba (Snelling, 1990)
- M. amabilis Cockerell, 1933
- M. ambigua (Pasteels, 1965)
- M. amboinensis Friese, 1909
- M. amica Cresson, 1872
- M. amoena (Pasteels, 1965)
- M. amparo Gonzalez, 2006
- M. amputata Smith, 1857
- M. amstela Cameron, 1902
- M. analis Nylander, 1852 – Ericabij
- M. anatolica Rebmann, 1968
- M. angelarum Cockerell, 1902
- M. angonica Cockerell, 1937
- M. angularis Mitchell, 1930
- M. angulata Smith, 1853
- M. angusta Mitchell, 1930
- M. angustistrigata Alfken, 1924
- M. animosa Cockerell, 1931
- M. annae Friese, 1909
- M. anograe Cockerell, 1908
- M. anomomaculata (Pasteels, 1965)
- M. anthophila Strand, 1913
- M. anthracina Smith, 1853
- M. antinorii Gribodo, 1879
- M. antiqua Mitchell, 1930
- M. antisanellae Cameron, 1903
- M. apennina Benoist, 1940
- M. apicalis Spinola, 1808
- M. apicata Smith, 1853
- M. apicipennis Schrottky, 1902
- M. apoicola Engel, 2011
- M. apora Krombein, 1953
- M. apostolica Cockerell, 1937
- M. apposita Rayment, 1939
- M. arabica Friese, 1901
- M. arachosiana Gonzalez, Engel and Hinojosa-Díaz, 2010
- M. architecta Smith, 1857
- M. arcigera Pérez, 1895
- M. arctos Vachal, 1904
- M. arcuata Cockerell, 1919
- M. arcus Mitchell, 1930
- M. ardens Smith, 1879
- M. ardua Mitchell, 1930
- M. argentina Friese, 1906
- M. aricensis Friese, 1904
- M. armaticeps Cresson, 1869
- M. armatipes Friese, 1909
- M. armenia Tkalcu, 1992
- M. arnaui Moure, 1948
- M. arnoldiella (Pasteels, 1965)
- M. asahinai Yasumatsu, 1955
- M. assumptionis Schrottky, 1908
- M. astragali Mitchell, 1938
- M. astridella Pasteels, 1965
- M. asuncicola Strand, 1910
- M. asymmetrica (Snelling, 1990)
- M. atahualpa Schrottky, 1913
- M. aterrima Smith, 1861
- M. atlantica Benoist, 1934
- M. atopognatha Cockerell, 1933
- M. atrata Smith, 1853
- M. atratiformis Meade-Waldo, 1914
- M. atrella Cockerell, 1906
- M. atricoma Vachal, 1908
- M. atripes Friese, 1904
- M. atroalbida Pasteels, 1965
- M. atrocastanea (Alfken, 1932)
- M. attenuata Vachal, 1910
- M. aurantiaca Friese, 1905
- M. aurantipennis Cockerell, 1912
- M. aurata Mitchell, 1930
- M. aurea Mitchell, 1930
- M. aureiventris Schrottky, 1902
- M. aureocincta Cockerell, 1927
- M. auriculata (Gupta, 1989)
- M. aurifacies Pasteels, 1985
- M. aurifera Cockerell, 1935
- M. aurifrons Smith, 1853
- M. aurijubris Vachal, 1908
- M. aurilabris Pasteels, 1965
- M. auripubens Rebmann, 1970
- M. aurivillii Friese, 1901
- M. aurorea Friese, 1917
- M. austeni Cockerell, 1906
- M. australasiae Dalla Torre, 1896
- M. australis Lucas, 1876
- M. axillaris Meade-Waldo, 1915
- M. axyx (Snelling, 1990)
- M. azarica Cockerell, 1945
- M. azteca Cresson, 1878
- M. babylonica Rebmann, 1970
- M. badia Bingham, 1890
- M. baeri Vachal, 1904
- M. baetica (Gerstäcker, 1869)
- M. bahamensis Mitchell, 1927
- M. bakeri Cockerell, 1918
- M. bangana Cockerell, 1931
- M. banksi Mitchell, 1930
- M. barbata Smith, 1853
- M. barbatula Smith, 1879
- M. barbiellinii Moure, 1944
- M. barkeri Cockerell, 1920
- M. barvonensis Cockerell, 1914
- M. basalis Smith, 1853
- M. basirubella Pasteels, 1973
- M. batchelori Cockerell, 1929
- M. battorensis Meade-Waldo, 1912
- M. bella Mitchell, 1930
- M. bellula Bingham, 1897
- M. benigna Mitchell, 1930
- M. benitocola Strand, 1912
- M. bentoni Cockerell, 1919
- M. bernardinensis Strand, 1910
- M. bertonii Schrottky, 1909
- M. beutenmulleri Cockerell, 1907
- M. bhavanae Bingham, 1897
- M. bicarinis Vachal, 1909
- M. bicolor (Fabricius, 1781)
- M. bicornis (King, 1994)
- M. bicornuta Friese, 1903
- M. bidentata (Fabricius, 1775)
- M. bidentis Cockerell, 1896
- M. biexcisa (Pasteels, 1970)
- M. bigibbosa Friese, 1908
- M. bilobata Friese, 1915
- M. biloba Vachal, 1910
- M. binominata Smith, 1853
- M. binota Vachal, 1908
- M. binotulata Dalla Torre, 1896
- M. bioculata Pérez, 1902
- M. bipartita Smith, 1879
- M. bipunctulata (Pasteels, 1965)
- M. biroi Friese, 1903
- M. biseta Vachal, 1903
- M. bisinua Vachal, 1908
- M. bispinosa Friese, 1921
- M. bituberculata Ritsema, 1880
- M. blanda Mitchell, 1930
- M. boharti Mitchell, 1942
- M. boliviensis Friese, 1917
- M. bombiformis Gerstäcker, 1857
- M. bombycina Radoszkowski, 1874
- M. bomplandensis Durante, 1996
- M. boswendica Cockerell, 1931
- M. botanicarum Cockerell, 1923
- M. botucatuna Schrottky, 1913
- M. bougainvillei Cockerell, 1911
- M. brachysoma Cockerell, 1924
- M. bradleyi Mitchell, 1934
- M. brasiliensis Dalla Torre, 1896
- M. bredoi Cockerell, 1935
- M. brethesi Schrottky, 1909
- M. breviata Vachal, 1908
- M. breviceps Friese, 1898
- M. brevis Say, 1837
- M. breviuscula Smith, 1879
- M. bridarollii Moure, 1947
- M. brimleyi Mitchell, 1926
- M. brochidens Vachal, 1903
- M. brooksi Pauly, 2001
- M. browni Mitchell, 1934
- M. bruchi Schrottky, 1909
- M. bruneriella Cockerell, 1917
- M. bruneri Mitchell, 1934
- M. brunissima (Pasteels, 1965)
- M. bucephala (Fabricius, 1793)
- M. buchwaldi Mitchell, 1943
- M. buddhae Dalla Torre, 1896
- M. buehleri Schrottky, 1909
- M. bukamensis Cockerell, 1935
- M. bullata Friese, 1911
- M. burdigalensis Benoist, 1940
- M. burmeisteri Friese, 1908
- M. burungana Cockerell, 1931
- M. butonensis Friese, 1909
- M. butteli Friese, 1918
- M. buxtoni Perkins & Cheesman, 1928
- M. caldwelli Cockerell, 1911
- M. calida Smith, 1879
- M. callura (Cockerell, 1914)
- M. campanulae (Robertson, 1903)
- M. canariensis Pérez, 1902
- M. candanga Raw, 2006
- M. candentula Cockerell, 1915
- M. candida Smith, 1879
- M. candidicauda Cockerell, 1932
- M. candidigena Cockerell, 1932
- M. canescens (Brullé, 1832)
- M. canifrons Smith, 1853
- M. capitata Smith, 1853
- M. capiticola Cockerell, 1938
- M. captionis Cockerell, 1914
- M. carbonaria Smith, 1853
- M. caricina Cockerell, 1907
- M. carinata Radoszkowski, 1893
- M. carinifrons Alfken, 1926
- M. cartagenensis Mitchell, 1930
- M. carteri Cockerell, 1929
- M. casadae Cockerell, 1898
- M. castaneipes Friese, 1908
- M. catamarcensis Schrottky, 1908
- M. catulus (Cockerell, 1910)
- M. centuncularis (Linnaeus, 1758) – Tuinbladsnijder
- M. cephalotes Smith, 1853
- M. cestifera Benoist, 1954
- M. cetera Cockerell, 1912
- M. ceylonica Bingham, 1896
- M. chamacoco Schrottky, 1913
- M. chapini (Cockerell, 1935)
- M. cheesmanae (Michener, 1965)
- M. chelostomoides Gribodo, 1894
- M. chiangmaiensis Chatthanabun & Warrit, 2020
- M. chichimeca Cresson, 1878
- M. chilensis Spinola, 1851
- M. chilopsidis Cockerell, 1900
- M. chinensis Radoszkowski, 1874
- M. chlorura Cockerell, 1918
- M. chromatica Cockerell, 1932
- M. chrysognatha Cockerell, 1943
- M. chrysophila Cockerell, 1896
- M. chrysopogon Vachal, 1910
- M. chrysopyga Smith, 1853
- M. chrysopygopsis Cockerell, 1929
- M. chrysorrhea Gerstäcker, 1857
- M. chyzeri Friese, 1909
- M. ciliatipes Cockerell, 1921
- M. cincta (Fabricius, 1781)
- M. cinctiventris Friese, 1916
- M. cincturata Cockerell, 1912
- M. cinerea Friese, 1905
- M. cingulata Friese, 1903
- M. cinnamomea Alfken, 1935
- M. circumcincta (Kirby, 1802) – Ruige behangersbij
- M. clara Mitchell, 1930
- M. clariceps Friese, 1917
- M. cliffordi Rayment, 1953
- M. clio Friese, 1903
- M. clotho Smith, 1861
- M. clypeata Smith, 1853
- M. clypeosinuata Pasteels, 1985
- M. cochisiana Mitchell, 1934
- M. cockerelli Rohwer, 1923
- M. coelioxoides Cresson, 1878
- M. coelostoma Cockerell, 1932
- M. cognata Smith, 1853
- M. cognatiforme (Pasteels, 1970)
- M. collaris Friese, 1908
- M. colombiana Mitchell, 1930
- M. coloradensis Mitchell, 1936
- M. colorata Fox, 1896
- M. comata Cresson, 1872
- M. combinata (Pasteels, 1965)
- M. commixta (Pasteels, 1970)
- M. communis Morawitz, 1875
- M. compacta Smith, 1879
- M. compta Vachal, 1908
- M. conaminis Cockerell, 1926
- M. concava Mitchell, 1930
- M. concolor Friese, 1903
- M. conferta Mitchell, 1930
- M. congruata Mitchell, 1943
- M. congruens Friese, 1903
- M. coniformis Friese, 1922
- M. conjugalis Mitchell, 1930
- M. conjuncta Smith, 1853
- M. conjunctiformis Yasumatsu, 1938
- M. conradsi Friese, 1911
- M. constructrix Smith, 1879
- M. contempta Mitchell, 1930
- M. continua Mitchell, 1930
- M. coquilletti Cockerell, 1915
- M. coquimbensis Ruiz, 1938
- M. cordata Smith, 1879
- M. cordovensis Mitchell, 1930
- M. corduvensis Schrottky, 1909
- M. cornigera Friese, 1904
- M. corsica Benoist, 1935
- M. costaricensis Friese, 1917
- M. crabipedes Wu, 2005
- M. cradockensis Friese, 1909
- M. crandalli Mitchell, 1957
- M. crassepunctata Yasumatsu & Hirashima, 1965
- M. crassipes Smith, 1879
- M. crassitarsis Cockerell, 1931
- M. crassula Pérez, 1896
- M. crenulata Fox, 1896
- M. cressa (Tkalcu, 1988)
- M. creusa Bingham, 1898
- M. croceipennis Friese, 1917
- M. crotalariae (Schwimmer, 1980)
- M. cruziana Mitchell, 1930
- M. ctenophora Holmberg, 1886
- M. cubiceps Friese, 1906
- M. cupreohirta Cockerell, 1933
- M. curta Cresson, 1865
- M. curtilipes Vachal, 1909
- M. curtula Gerstäcker, 1857
- M. curtuloides Pasteels, 1973
- M. curvipes Smith, 1853
- M. cyanipennis Guérin-Méneville, 1845
- M. cygnorum Cockerell, 1906
- M. cylindrica Friese, 1906
- M. cypricola Mavromoustakis, 1938
- M. dacica Mocsáry, 1879
- M. dakotensis Mitchell, 1926
- M. dalmeidai Moure, 1944
- M. dampieri Cockerell, 1907
- M. dariensis Pasteels, 1965
- M. darwiniana Cockerell, 1906
- M. davaonensis Cockerell, 1918
- M. davidsoni Cockerell, 1902
- M. davisi Mitchell, 1930
- M. dawensis (Pasteels, 1965)
- M. deanii Rayment, 1935
- M. decemsignata Radoszkowski, 1881
- M. deceptoria Pérez, 1890
- M. deceptrix Smith, 1879
- M. deflexa Cresson, 1878
- M. delectus Mitchell, 1930
- M. delphinensis Benoist, 1962
- M. demeter Cockerell, 1937
- M. densa Mitchell, 1930
- M. dentitarsus Sladen, 1919
- M. derasa Gerstäcker, 1869
- M. derelicta Cockerell, 1913
- M. derelictula Cockerell, 1937
- M. desertorum Morawitz, 1875
- M. detersa Cockerell, 1910
- M. devadatta Cockerell, 1907
- M. devexa Vachal, 1903
- M. diabolica Friese, 1898
- M. diasi Raw, 2006
- M. difficilis Morawitz, 1875
- M. digiticauda Cockerell, 1937
- M. digna Mitchell, 1930
- M. diligens Smith, 1879
- M. dimidiata Smith, 1853
- M. dinognatha Cockerell, 1929
- M. dinura Cockerell, 1911
- M. diodontura Cockerell, 1922
- M. discolor Smith, 1853
- M. discorhina Cockerell, 1924
- M. discretula Cockerell, 1937
- M. discriminata Rebmann, 1968
- M. disjuncta (Fabricius, 1781)
- M. disjunctiformis Cockerell, 1911
- M. disputabilis Krombein, 1951
- M. distinguenda Ruiz, 1941
- M. diversa Mitchell, 1930
- M. doanei Cockerell, 1908
- M. doddiana Cockerell, 1906
- M. dohrandti Morawitz, 1880
- M. doleschalli Cockerell, 1907
- M. dolichognatha Cockerell, 1931
- M. dolichosoma Benoist, 1962
- M. dolichotricha Cockerell, 1927
- M. donata Mitchell, 1930
- M. dorsalis Pérez, 1879
- M. dorsata Smith, 1853
- M. duala Strand, 1914
- M. dubiosa Friese, 1909
- M. duboulaii (Smith, 1865)
- M. dulciana Mitchell, 1934
- M. dupla Ritsema, 1880
- M. ebenea (King, 1994)
- M. eburnipes Vachal, 1904
- M. ecplectica (Snelling, 1990)
- M. ecuadoria Friese, 1904
- M. edentata Friese, 1925
- M. edwardsiana Friese, 1925
- M. edwardsi Friese, 1922
- M. ekuivella Cockerell, 1909
- M. electrum Mitchell, 1930
- M. elizabethae Bingham, 1897
- M. elongata Smith, 1879
- M. emexae (King, 1994)
- M. empeyi (Pasteels, 1970)
- M. enceliae Cockerell, 1926
- M. epixanthula Cockerell, 1931
- M. ericetorum Lepeletier, 1841 – Lathyrusbij
- M. erimae Mocsáry, 1899
- M. erythropyga Smith, 1853
- M. erythrura (Pasteels, 1970)
- M. esakii Yasumatsu, 1935
- M. esseniensis (Pasteels, 1979)
- M. estebana Cockerell, 1924
- M. eucalypti Cockerell, 1910
- M. eulaliae Cockerell, 1917
- M. eupyrrha Cockerell, 1937
- M. eurimera Smith, 1854
- M. eurycephala Wu, 2005
- M. eurymera Smith, 1854
- M. euzona Pérez, 1899
- M. exaltata Smith, 1853
- M. excavata Cockerell, 1937
- M. exilis Cresson, 1872
- M. expleta Mitchell, 1930
- M. exsecta Pasteels, 1965
- M. fabricator Smith, 1868
- M. faceta Bingham, 1897
- M. facetula Cockerell, 1918
- M. facialis Vachal, 1908
- M. falcidentata Moure & Silveira, 1992
- M. familiaris Cockerell, 1916
- M. fasciatella Friese, 1905
- M. fastidiosa Mitchell, 1930
- M. fastigiata Vachal, 1910
- M. feijeni Schulten, 1977
- M. felicis Mitchell, 1930
- M. felina Gerstäcker, 1857
- M. ferox Smith, 1879
- M. ferruginea (King & Exley, 1985)
- M. ferruginosa Mitchell, 1930
- M. fertoni Pérez, 1896
- M. fervida Smith, 1853
- M. fidelis Cresson, 1878
- M. fiebrigi Schrottky, 1908
- M. filicornis Friese, 1908
- M. fimbriata Smith, 1853
- M. fimbriventris Friese, 1911
- M. finschi Friese, 1911
- M. flabellipes Pérez, 1895
- M. flammicauda Cockerell, 1937
- M. flammiventris Vachal, 1908
- M. flavibasis Cockerell, 1920
- M. flavicrinis Vachal, 1908
- M. flavidula Rebmann, 1970
- M. flavihirsuta Mitchell, 1930
- M. flavipennis Smith, 1853
- M. flavipes Spinola, 1838
- M. flavofasciata Wu, 1982
- M. fletcheri Cockerell, 1919
- M. florensis Mitchell, 1943
- M. foersteri Gerstäcker, 1869
- M. foliata Smith, 1861
- M. forbesii Cockerell, 1937
- M. formosa (Pasteels, 1970)
- M. fortis Cresson, 1872
- M. framea Schrottky, 1913
- M. frankieana Raw, 2006
- M. franki (Friese, 1920)
- M. fraterna Smith, 1853
- M. friesei Schrottky, 1902
- M. frigida Smith, 1853
- M. frontalis (Fabricius, 1804)
- M. frugalis Cresson, 1872
- M. fruticosa Mitchell, 1930
- M. fucata Mitchell, 1934
- M. fuerteventurae (Tkalcu, 1993)
- M. fuliginosa Friese, 1925
- M. fullawayi Cockerell, 1914
- M. fultoni Cockerell, 1913
- M. fulva Smith, 1853
- M. fulvescens Smith, 1853
- M. fulvifrons Smith, 1858
- M. fulvimana Eversmann, 1852
- M. fulvipennis Smith, 1879
- M. fulvitarsis Friese, 1909
- M. fulvofasciata Radoszkowski, 1882
- M. fulvohirta Friese, 1904
- M. fulvomarginata Cockerell, 1906
- M. fumata Mitchell, 1930
- M. fumipennis Smith, 1868
- M. funebris Radoszkowski, 1874
- M. funeraria Smith, 1863
- M. funnelli Cockerell, 1907
- M. furcata Vachal, 1909
- M. fusca Friese, 1903
- M. fuscicauda Cockerell, 1933
- M. fuscitarsis Cockerell, 1912
- M. futilis Mitchell, 1930
- M. gahani Cockerell, 1906
- M. galactogagates Gribodo, 1894
- M. gambiensis Cockerell, 1937
- M. garambana Pasteels, 1965
- M. garleppi Friese, 1904
- M. gastracantha Cockerell, 1931
- M. gathela Cameron, 1908
- M. gemula Cresson, 1878
- M. genalis Morawitz, 1880 – Dikbekbehangersbij
- M. geneana (Gribodo, 1894)
- M. gentilis Cresson, 1872
- M. geoffrei Cockerell, 1920
- M. georgica Cresson, 1878
- M. ghillianii Spinola, 1843
- M. gibbidens Vachal, 1910
- M. gibboclypearis Pasteels, 1979
- M. gigantea Friese, 1911
- M. gigas Schrottky, 1908
- M. gilbertiella Cockerell, 1910
- M. giliae Cockerell, 1906
- M. giraudi Gerstäcker, 1869
- M. globiceps (Pasteels, 1970)
- M. gobabebensis (Eardley, 2013)
- M. godeffroyi Friese, 1911
- M. goegabensis (Eardley, 2013)
- M. gomphrenae Holmberg, 1886
- M. gomphrenoides Vachal, 1908
- M. gordoni Cockerell, 1937
- M. gothalauniensis Pérez, 1902
- M. gowdeyi Cockerell, 1931
- M. gracilis Schrottky, 1902
- M. grandibarbis Pérez, 1899
- M. granulicauda Cockerell, 1931
- M. gratiosella Cockerell, 1935
- M. gravita Mitchell, 1934
- M. grisea (Fabricius, 1794)
- M. griseola Cockerell, 1931
- M. griseopicta Radoszkowski, 1882
- M. grisescens Morawitz, 1875
- M. guaranitica Schrottky, 1909
- M. guayaqui Schrottky, 1913
- M. guineae Strand, 1912
- M. habilis Mitchell, 1930
- M. habropodoides Meade-Waldo, 1912
- M. hackeri Cockerell, 1913
- M. haematogastra Cockerell, 1921
- M. haematognatha Cockerell, 1937
- M. haemotoxylonae Mitchell, 1930
- M. hamata Mitchell, 1930
- M. hamatipes Cockerell, 1923
- M. hampsoni Cockerell, 1906
- M. hardyi Cockerell, 1929
- M. harrarensis Friese, 1915
- M. harthulura Cockerell, 1937
- M. hecate Vachal, 1903
- M. heinii Kohl, 1906
- M. heinrichi (Tkalcu, 1979)
- M. hei Wu, 2005
- M. helianthi Cockerell, 1908
- M. heliophila Cockerell, 1913
- M. hemirhodura Cockerell, 1937
- M. henrici Cockerell, 1907
- M. heptadonta Cockerell, 1937
- M. hera Bingham, 1897
- M. heriadiformis Smith, 1853
- M. hertlei Friese, 1911
- M. heteroptera Sichel, 1867
- M. heteroscopa Cockerell, 1937
- M. heterotricha Cockerell, 1920
- M. hieronymi Friese, 1906
- M. hilata Mitchell, 1934
- M. hilli Cockerell, 1929
- M. hirsutula Pasteels, 1973
- M. hirticauda Cockerell, 1937
- M. hoffmanseggiae Jörgensen, 1912
- M. hohmanni Tkalcu, 1993
- M. holmbergi Schrottky, 1920
- M. holomelaena Cockerell, 1917
- M. holorhodura (Cockerell, 1933)
- M. holosericea (Fabricius, 1793)
- M. holostoma Cockerell, 1937
- M. hookeri Cockerell, 1915
- M. hopilitis Vachal, 1903
- M. horatii Cockerell, 1913
- M. horrida Schulten, 1977
- M. huascari Cockerell, 1912
- M. hubeiense Wu, 2005
- M. humilis Smith, 1879
- M. hungarica Mocsáry, 1877
- M. hypoleuca Cockerell, 1927
- M. hypopyrrha Cockerell, 1937
- M. ianthoptera Smith, 1853
- M. ichnusae Rebmann, 1968
- M. ignava Mitchell, 1930
- M. ignescens Cockerell, 1929
- M. igniscopata Cockerell, 1911
- M. ignita Smith, 1853
- M. iheringi Schrottky, 1913
- M. ikuthaensis Friese, 1903
- M. illustris Mitchell, 1930
- M. imitata Smith, 1853
- M. immanis Mitchell, 1930
- M. impartita Mitchell, 1934
- M. imperialis Friese, 1903
- M. impressa Friese, 1903
- M. impudens Mitchell, 1930
- M. incana Friese, 1898
- M. incerta Radoszkowski, 1876
- M. incisa Smith, 1858
- M. indica (Gupta, 1990)
- M. indigoferae Mitchell, 1930
- M. inermis Provancher, 1888
- M. inexpectata Pasteels, 1973
- M. inexspectata Rebmann, 1968
- M. infima Vachal, 1908
- M. infinita Mitchell, 1930
- M. inflaticauda Cockerell, 1939
- M. ingens Friese, 1903
- M. ingenua Cresson, 1878
- M. inimica Cresson, 1872
- M. innupta Cockerell, 1915
- M. inquirenda Schrottky, 1913
- M. inscita Mitchell, 1930
- M. insignis van der Zanden, 1996
- M. insolens Mitchell, 1930
- M. insolita (Pasteels, 1965)
- M. instita Mitchell, 1934
- M. insularis Smith, 1859
- M. integra Cresson, 1878
- M. integrella Mitchell, 1926
- M. intermixta Gerstäcker, 1869
- M. invenita (Pasteels, 1965)
- M. inyoensis Mitchell, 1942
- M. iranica Rebmann, 1970
- M. irritans Smith, 1879
- M. itapuae Schrottky, 1908
- M. ituriana Cockerell, 1935
- M. ituriella Pasteels, 1965
- M. ivonensis Cockerell, 1927
- M. izucara Cresson, 1878
- M. jakesi Tkalcu, 1988
- M. jamaicae (Raw, 1984)
- M. janthopteriana Strand, 1911
- M. japonibia Strand, 1910
- M. japonica Alfken, 1903
- M. jenseni Friese, 1906
- M. jerryrozeni Genaro, 2003
- M. joergenseni Friese, 1908
- M. johannis Friese, 1922
- M. joseana Friese, 1917
- M. judaea Tkalcu, 1999
- M. junodi Friese, 1904
- M. kakadui (King, 1994)
- M. kamerunensis Friese, 1922
- M. kandyca Friese, 1918
- M. karatauensis (Tkalcu, 1988)
- M. karooensis (Brauns, 1912)
- M. kartaboensis Mitchell, 1930
- M. kashmirensis (Tkalcu, 1988)
- M. kasiana (Pasteels, 1965)
- M. katonana Strand, 1911
- M. kelnerae Pasteels, 1978
- M. khamana (Cockerell, 1938)
- M. kigonserana Friese, 1903
- M. kimilolana Cockerell, 1931
- M. kirbiella Rayment, 1935
- M. kirbyana Cockerell, 1906
- M. kirbyi Kohl, 1906
- M. kobensis Cockerell, 1918
- M. kohtaoensis Cockerell, 1927
- M. konowiana Friese, 1903
- M. krebsiana Strand, 1911
- M. kruegeri Friese, 1923
- M. kuehni Friese, 1903
- M. kununurrensis (King, 1994)
- M. kurandensis Cockerell, 1910
- M. kuschei Cockerell, 1939
- M. kyotensis Alfken, 1931
- M. labascens Cockerell, 1925
- M. laboriosa Smith, 1862
- M. ladacensis Cockerell, 1911
- M. ladakhensis (Tkalcu, 1988)
- M. laeta Smith, 1853
- M. laevinasis Vachal, 1904
- M. lagopoda (Linnaeus, 1761) – Grote behangersbij
- M. laguniana Mitchell, 1937
- M. laminata Friese, 1903
- M. laminopeds Wu, 2005
- M. laminopes Wu, 2005
- M. lamnula Vachal, 1908
- M. lanata (Fabricius, 1775)
- M. lanigera Alfken, 1933
- M. lapponica Thomson, 1872 – Lapse behangersbij
- M. larochei Tkalcu, 1994
- M. latericauda Cockerell, 1921
- M. lateritia Smith, 1858
- M. laticeps Smith, 1853
- M. laticincta Cockerell, 1936
- M. latimanus Say, 1823
- M. latita Mitchell, 1934
- M. lativentris Friese, 1903
- M. latula Vachal, 1908
- M. laurita Mitchell, 1927
- M. leachella Curtis, 1828 – Zilveren fluitje
- M. leeuwinensis Meade-Waldo, 1915
- M. lefebvrei (Lepeletier, 1841)
- M. lefroma Cameron, 1907
- M. legalis Cresson, 1879
- M. lenticula Vachal, 1908
- M. lentifera Vachal, 1909

- M. leonum Cockerell, 1930
- M. leucografa Friese, 1908
- M. leucomalla Gerstäcker, 1869
- M. leucopogonata (Dours, 1873)
- M. leucopogonites Moure, 1944
- M. leucopogon Cockerell, 1929
- M. leucopsis Schletterer, 1891
- M. leucopyga Smith, 1853
- M. leucospila Cockerell, 1933
- M. leucospilura Cockerell, 1937
- M. leucostomella Cockerell, 1927
- M. levilimba Vachal, 1908
- M. ligniseca (Kirby, 1802) – Distelbehangersbij
- M. limata Vachal, 1908
- M. lineatipes Cockerell, 1910
- M. lineatula Cockerell, 1937
- M. lineofasciata (Pasteels, 1965)
- M. lingulata Vachal, 1908
- M. lippiae Cockerell, 1900
- M. lobatifrons Cockerell, 1924
- M. lobicauda Cockerell, 1931
- M. lobitarsis Smith, 1879
- M. longiceps Meade-Waldo, 1915
- M. longuisetosa Gonzalez & Griswold, 2007
- M. lorentzi Friese, 1911
- M. lorenziensis Mitchell, 1930
- M. louisae Brauns, 1926
- M. luangwae Meade-Waldo, 1913
- M. lucidifrons Ferton, 1905
- M. lucidiventris Smith, 1853
- M. luctifera Spinola, 1841
- M. luederwaldti Schrottky, 1913
- M. luteiceps Friese, 1911
- M. luteicornis Pasteels, 1973
- M. luteipes Friese, 1908
- M. luteoalba Pasteels, 1973
- M. luteociliata Pasteels, 1965
- M. luteohirta Pasteels, 1973
- M. luteola Pasteels, 1965
- M. lutescens Cockerell, 1931
- M. lyndenburgiana Strand, 1911
- M. maackii Radoszkowski, 1874
- M. mabirensis Cockerell, 1937
- M. mackayensis Cockerell, 1910
- M. mackieae Cockerell, 1937
- M. macleayi Cockerell, 1907
- M. macneilli Mitchell, 1957
- M. maculariformis Cockerell, 1907
- M. macularis Dalla Torre, 1896
- M. maculata Smith, 1853
- M. maculosella Pasteels, 1965
- M. magadiensis Cockerell, 1937
- M. malangensis Friese, 1904
- M. malayana Cameron, 1901
- M. malimbana Strand, 1911
- M. manaosensis Schrottky, 1913
- M. manchuriana Yasumatsu, 1939
- M. mandibularis Morawitz, 1875
- M. manguna Strand, 1911
- M. manicata Giraud, 1861
- M. manifesta Cresson, 1878
- M. manni Mitchell, 1934
- M. manyara Eardley & R. P. Urban, 2006
- M. marginata Smith, 1853
- M. marina Friese, 1911
- M. maritima (Kirby, 1802) – Kustbehangersbij
- M. marshalli Friese, 1904
- M. masaiella Cockerell, 1930
- M. mastrucatella Strand, 1911
- M. matsumurai Hirashima & Maeta, 1974
- M. maurata Mitchell, 1936
- M. mauretaniae (Tkalcu, 1992)
- M. mavromoustakisi van der Zanden, 1992
- M. maxillosa Guérin-Méneville, 1845
- M. mcnamerae Cockerell, 1929
- M. meadewaldoi Brauns, 1912
- M. mediana (Pasteels, 1965)
- M. mediocana Cockerell, 1916
- M. mediorufa Cockerell, 1930
- M. meesi Pasteels, 1966
- M. mefistofelica Gribodo, 1894
- M. megachiloides (Alfken, 1942)
- M. melancholica Jörgensen, 1912
- M. melanderi Mitchell, 1944
- M. melanogaster Eversmann, 1852
- M. melanophaea Smith, 1853
- M. melanops Cockerell, 1937
- M. melanopyga Costa, 1863 – Centauriebehangersbij
- M. melanota Pérez, 1895
- M. melanotricha Spinola, 1851
- M. melanura Cockerell, 1937
- M. mellitarsis Cresson, 1878
- M. memecylonae (Engel, 2011)
- M. mendanae Cockerell, 1911
- M. mendica Cresson, 1878
- M. mendocensis Durante, Abramovich & Lucia, 2006
- M. mendozana Cockerell, 1907
- M. meneliki Friese, 1915
- M. merrilli Cockerell, 1918
- M. mertoni Friese, 1903
- M. meruensis Friese, 1909
- M. metallescens Cockerell, 1918
- M. michaelis Cockerell, 1931
- M. micheneri Mitchell, 1936
- M. micrerythrura Cockerell, 1910
- M. microdontura Cockerell, 1927
- M. microsoma Cockerell, 1912
- M. mimeticana Eardley & R. P. Urban, 2006
- M. mimetica Cockerell, 1933
- M. minima Ashmead, 1900
- M. minor Vachal, 1908
- M. minutissima Radoszkowski, 1876
- M. minutula Friese, 1911
- M. minutuloides Alfken, 1936
- M. miranda Vachal, 1904
- M. mitchelli Raw, 2004
- M. mixtura Eardley & R. P. Urban, 2005
- M. mlanjensis Meade-Waldo, 1913
- M. mlunguziensis Schulten, 1977
- M. mobilis Mitchell, 1930
- M. moderata Smith, 1879
- M. modesta Smith, 1862
- M. modestissima Dalla Torre, 1896
- M. moelleri Bingham, 1897
- M. moera Cameron, 1902
- M. mojavensis Mitchell, 1934
- M. mongoliae (Tkalcu, 1988)
- M. mongolica Morawitz, 1890
- M. monkmani Rayment, 1935
- M. monstrifica Morawitz, 1878
- M. monstrosa Smith, 1868
- M. montenegrensis Dours, 1873
- M. montezuma Cresson, 1878
- M. montibia Strand, 1911
- M. monticola Smith, 1853
- M. montivaga Cresson, 1878
- M. montonii Gribodo, 1894
- M. morawitzi Radoszkowski, 1886
- M. morio Smith, 1853
- M. morsitans (Saussure, 1890)
- M. mortyana Dalla Torre, 1896
- M. mossambica Gribodo, 1895
- M. moureana Silveira et al., 2002
- M. muansae Friese, 1911
- M. mucida Cresson, 1878
- M. mucorea Friese, 1898
- M. mucorosa Cockerell, 1908
- M. multidens Fox, 1891
- M. multispinosa Morawitz, 1875
- M. mundifica Cockerell, 1921
- M. murina Friese, 1913
- M. musculus Friese, 1913
- M. mutala Strand, 1912
- M. mystaceana (Michener, 1962)
- M. mystacea (Fabricius, 1775)
- M. naevia Kohl, 1906
- M. nana Bingham, 1897
- M. nasalis Smith, 1879
- M. nasica Morawitz, 1880
- M. nasicornis Friese, 1903
- M. nasidens Friese, 1898
- M. nasutula Brauns, 1912
- M. natalica Cockerell, 1920
- M. natansiella Cockerell, 1944
- M. navicularis Cockerell, 1918
- M. neavei Vachal, 1910
- M. neli Cockerell, 1937
- M. nelsoni Mitchell, 1936
- M. nematocera Cockerell, 1929
- M. neoxanthoptera Cockerell, 1933
- M. neutra Vachal, 1908
- M. nevadensis Cresson, 1879
- M. newberryae Cockerell, 1900
- M. nidulator Smith, 1864
- M. nigella Vachal, 1908
- M. nigeriensis Cockerell, 1937
- M. nigra Schulten, 1977
- M. nigribarbis Vachal, 1909
- M. nigricans Cameron, 1898
- M. nigriceps Friese, 1903
- M. nigrimanus Schulten, 1977
- M. nigripennis Spinola, 1841
- M. nigripes Spinola, 1838
- M. nigripollex Vachal, 1910
- M. nigrita Radoszkowski, 1876
- M. nigriventris Schenck, 1870
- M. nigroalba Friese, 1920
- M. nigroapicalis Wu, 2005
- M. nigroaurea Pasteels, 1965
- M. nigrocaudata Friese, 1903
- M. nigrofulva Hedicke, 1940
- M. nigrohirta Friese, 1903
- M. nigromixta Cockerell, 1919
- M. nigropectoralis Wu, 2005
- M. nigropilosa Schrottky, 1902
- M. nigrorufa Pasteels, 1973
- M. nigroscopula Wu, 1982
- M. nigrovittata Cockerell, 1906
- M. nipponica Cockerell, 1914
- M. nitidiscutata Friese, 1920
- M. nivalis Friese, 1903
- M. niveicauda Cockerell, 1931
- M. niveofasciata Friese, 1904
- M. nivescens W. F. Kirby, 1900
- M. nudiventris Smith, 1853
- M. numerus Mitchell, 1930
- M. obdurata Mitchell, 1930
- M. obesa Pasteels, 1965
- M. obliqua Mitchell, 1930
- M. oblita Vachal, 1908
- M. oblonga Smith, 1879
- M. obscurior Jörgensen, 1912
- M. obtusa Smith, 1853
- M. occidentalis Fox, 1894
- M. ocellifera Cockerell, 1918
- M. octosignata Nylander, 1852
- M. oculiformis Rayment, 1956
- M. odonostoma Cockerell, 1924
- M. odontophora (Engel, 2011)
- M. oenotherae (Mitchell, 1924)
- M. okahandjica Strand, 1911
- M. okinawana Yasumatsu & Hirashima, 1964
- M. opacifrons Pérez, 1897
- M. opaculina Cockerell, 1937
- M. opifex Smith, 1879
- M. opposita Smith, 1853
- M. orba Schrottky, 1913
- M. orbiculata Mitchell, 1930
- M. orcina Vachal, 1908
- M. ordinaria Smith, 1853
- M. orientalis Morawitz, 1895
- M. ornata Smith, 1853
- M. ornaticoxis Cockerell, 1935
- M. ornithica Cockerell, 1937
- M. orthostoma Cockerell, 1925
- M. osea Cameron, 1902
- M. oslari Mitchell, 1934
- M. othona Cameron, 1901
- M. otomita Cresson, 1878
- M. ovatomaculata Pasteels, 1965
- M. pachyceps Friese, 1922
- M. pagosiana Mitchell, 1934
- M. palaestina (Tkalcu, 1988)
- M. palaonica Cockerell, 1939
- M. pallida Radoszkowski, 1881
- M. pallipes Smith, 1879
- M. pallorea Vachal, 1903
- M. palmensis Mitchell, 1934
- M. palmeri Cresson, 1878
- M. pamirensis Cockerell, 1911
- M. pampeana Vachal, 1908
- M. pamperella Vachal, 1908
- M. panda Cockerell, 1931
- M. papuae (Michener, 1965)
- M. papuana Cockerell, 1929
- M. parabukamensis (Pasteels, 1965)
- M. paracallida Rayment, 1935
- M. paracantha (Pasteels, 1965)
- M. paraensis Mocsáry, 1887
- M. parallela Smith, 1853
- M. parancinnula Cockerell, 1937
- M. pararhodura Cockerell, 1910
- M. paratasmanica Rayment, 1955
- M. parata Mitchell, 1930
- M. paraxanthura Cockerell, 1914
- M. parietina (Geoffroy, 1785)
- M. parksi Mitchell, 1936
- M. parornata Chatthanabun, Warrit & As, 2020
- M. parsonsiae Schrottky, 1913
- M. pascoensis Mitchell, 1934
- M. patagonica Vachal, 1904
- M. patellimana Spinola, 1838
- M. patera (King, 1994)
- M. paucipunctulata W. F. Kirby, 1900
- M. pauliani Benoist, 1950
- M. paulistana Schrottky, 1902
- M. paulista (Schrottky, 1920)
- M. paupera Pasteels, 1965
- M. peculifera Cockerell, 1919
- M. pedalis Fox, 1891
- M. penetrata Smith, 1879
- M. pereziana Dalla Torre, 1896
- M. perezi Mocsáry, 1887
- M. perfimbriata Cockerell, 1931
- M. perihirta Cockerell, 1898
- M. permunda Cockerell, 1912
- M. perniciosa Friese, 1903
- M. perochracea Cockerell, 1913
- M. perplexa Smith, 1853
- M. perpunctata Cockerell, 1896
- M. persimilis Cockerell, 1937
- M. perspicua Mitchell, 1930
- M. peruviana Smith, 1879
- M. petulans Cresson, 1878
- M. pexa Rebmann, 1968
- M. phaola Cameron, 1907
- M. phaseoli Moure, 1977
- M. phenacopyga Cockerell, 1910
- M. philinca Cockerell, 1912
- M. philippinensis Friese, 1916
- M. phillipensis Rayment, 1935
- M. picicornis Morawitz, 1853
- M. pictiventris Smith, 1879
- M. piliceps Saussure, 1890
- M. pilicrus Morawitz, 1877
- M. pilidens Alfken, 1924 – Rotsbehangersbij
- M. piliventris Morawitz, 1886
- M. pillaultae Pasteels, 1978
- M. pilosa Smith, 1879
- M. pilosella Friese, 1922
- M. pinguicula Pasteels, 1965
- M. pinguiventris Pasteels, 1965
- M. pipunctulata (Pasteels, 1965)
- M. piurensis Cockerell, 1911
- M. placida Smith, 1862
- M. planula Vachal, 1908
- M. platystoma Pasteels, 1965
- M. plesiosoma (Cockerell, 1935)
- M. pleuralis Vachal, 1908
- M. plumata Wu, 2005
- M. pluto Smith, 1860
- M. poeyi Guérin-Méneville, 1845
- M. policaris Say, 1831
- M. pollinosa Spinola, 1851
- M. polychroma Cockerell, 1937
- M. pondonis Cockerell, 1944
- M. ponticum (Alfken, 1933)
- M. portalis Cockerell, 1913
- M. portlandiana Rayment, 1953
- M. postnigra Cockerell, 1937
- M. praecipua Mitchell, 1930
- M. praefica Gribodo, 1894
- M. praetexta Vachal, 1910
- M. preissi Cockerell, 1910
- M. pretiosa Friese, 1909
- M. pretoriaensis Pasteels, 1965
- M. privigna Rebmann, 1968
- M. propinqua Cockerell, 1913
- M. prosopidis Cockerell, 1900
- M. prudens Mitchell, 1930
- M. pruina Smith, 1853
- M. pruinosa Pérez, 1897
- M. psenopogoniaea Moure, 1948
- M. pseudanthidioides Moure, 1943
- M. pseudocincta (Pasteels, 1970)
- M. pseudofulva (Pasteels, 1965)
- M. pseudolaminata (Pasteels, 1965)
- M. pseudolegalis Mitchell, 1957
- M. pseudomonticola Hedicke, 1925
- M. pseudonigra Mitchell, 1927
- M. pseudopleuralis Schrottky, 1913
- M. pugillatoria Costa, 1863
- M. pugnata Say, 1837
- M. pulchra Smith, 1879
- M. pulchrifrons Cockerell, 1933
- M. pulchriventris Cockerell, 1923
- M. pullata Smith, 1879
- M. pulvinata Vachal, 1910
- M. punctata Smith, 1853
- M. punctatissima Spinola, 1806
- M. puncticollis Friese, 1903
- M. punctolineata Cockerell, 1934
- M. punctomarginata Schulten, 1977
- M. pusilla Pérez, 1884
- M. pycnocephala Pasteels, 1966
- M. pyrenaea Pérez, 1890 – Pyrenese behangersbij
- M. pyrenaica Lepeletier, 1841
- M. pyrrhogastra Cockerell, 1913
- M. pyrrhothorax Schletterer, 1891
- M. pyrrotricha Cockerell, 1913
- M. quadrata Vachal, 1909
- M. quadraticauda (Pasteels, 1965)
- M. quadridentata Mitchell, 1930
- M. quadrispinosella Strand, 1910
- M. quartinae Gribodo, 1884
- M. quinquelineata Cockerell, 1906
- M. ramakrishnae Cockerell, 1919
- M. rambutwan Cheesman, 1936
- M. ramera Cockerell, 1918
- M. ramulipes Cockerell, 1913
- M. rancaguensis Friese, 1905
- M. rangii Cheesman, 1936
- M. rava Vachal, 1908
- M. rawi Engel, 1999
- M. recisa Cockerell, 1913
- M. recta Mitchell, 1930
- M. rectipalma Vachal, 1909
- M. redondensis Mitchell, 1930
- M. reepeni Friese, 1918
- M. reflexa (Snelling, 1990)
- M. regina Cheesman, 1938
- M. reicherti Brauns, 1929
- M. relata Smith, 1879
- M. relativa Cresson, 1878
- M. relicta Cockerell, 1913
- M. remeata Cockerell, 1913
- M. remigata Vachal, 1908
- M. remota Smith, 1879
- M. remotissima Cockerell, 1926
- M. remotula Cockerell, 1910
- M. resinifera Meade-Waldo, 1915
- M. revicta Cockerell, 1913
- M. rhinoceros Mocsáry, 1892
- M. rhodesica Cockerell, 1920
- M. rhododendri Cockerell, 1927
- M. rhodogastra Cockerell, 1910
- M. rhodoleucura Cockerell, 1937
- M. rhodopus Cockerell, 1896
- M. rhodosiaca Rebmann, 1972
- M. rhodura Cockerell, 1906
- M. rhyssalus Wu, 2005
- M. riggenbachiana Strand, 1911
- M. riojana Schrottky, 1920
- M. riojanensis Mitchell, 1930
- M. riomii (Pasteels, 1970)
- M. rixator Cockerell, 1911
- M. roepkei Friese, 1914
- M. roeweri (Alfken, 1927)
- M. rosarum Cockerell, 1931
- M. rossi Mitchell, 1943
- M. rottnestensis Rayment, 1934
- M. rotundata (Fabricius, 1793) – Luzernebehangersbij
- M. rotundipennis W. F. Kirby, 1900
- M. rotundiventris Perris, 1852
- M. rowlandi Cockerell, 1930
- M. rubeola Pasteels, 1965
- M. rubicunda Smith, 1879
- M. rubi Mitchell, 1924
- M. rubricata Smith, 1853
- M. rubricrus Moure, 1948
- M. rubrigena (Pasteels, 1965)
- M. rubrimana Morawitz, 1893
- M. rubripes Morawitz, 1875
- M. rubriventris Smith, 1879
- M. rubrociliata Pasteels, 1965
- M. rubtzovi Cockerell, 1928
- M. ruda (Pasteels, 1965)
- M. rudihirta Cockerell, 1931
- M. rufa Friese, 1903
- M. rufescens Pérez, 1879
- M. ruficeps Friese, 1903
- M. ruficheloides Strand, 1911
- M. ruficornis Smith, 1853
- M. rufigaster Cockerell, 1945
- M. rufipennis (Fabricius, 1793)
- M. rufipes (Fabricius, 1781)
- M. rufiplantis Vachal, 1904
- M. rufiscopa Saussure, 1890
- M. rufisetosa Pasteels, 1976
- M. rufitarsis (Lepeletier, 1841)
- M. rufiventris Guérin-Méneville, 1834
- M. rufobarbata Cockerell, 1936
- M. rufocaudata Friese, 1903
- M. rufofulva Cockerell, 1918
- M. rufohirtula Cockerell, 1937
- M. rufolobata Cockerell, 1913
- M. rufomaculata Rayment, 1935
- M. rufopilosa Friese, 1911
- M. rufoscopacaea Friese, 1903
- M. rufosuffusa Cockerell, 1937
- M. rufovittata Cockerell, 1911
- M. rufulina Cockerell, 1937
- M. rugicollis Friese, 1903
- M. rugifrons (Smith, 1854)
- M. rugosa Smith, 1879
- M. rupshuensis Cockerell, 1911
- M. saba Strand, 1914
- M. sabinensis Mitchell, 1934
- M. saganeitana Gribodo, 1894
- M. saigonensis Cockerell, 1920
- M. salsburyana Friese, 1922
- M. sandacana Cockerell, 1919
- M. santacrucensis Durante, Abramovich & Lucia, 2006
- M. santaerosae Strand, 1910
- M. santaremensis Mitchell, 1930
- M. santiaguensis Durante, 1996
- M. saulcyi Guérin-Méneville, 1845
- M. saussurei Radoszkowski, 1874
- M. sauteri Hedicke, 1940
- M. scheviakovi Cockerell, 1928
- M. schmidti Friese, 1917
- M. schmiedeknechti Costa, 1884
- M. schulthessi Friese, 1903
- M. scindularia Buysson, 1903
- M. sculpturalis Smith, 1853
- M. scutellata Smith, 1879
- M. seclusa Cockerell, 1931
- M. seducta Mitchell, 1934
- M. sedula Smith, 1879
- M. seewaldi Strand, 1911
- M. sejuncta Cockerell, 1927
- M. selenostoma Cockerell, 1931
- M. semibarbata Cockerell, 1937
- M. semicandens Cockerell, 1910
- M. semicircularis van der Zanden, 1996
- M. semiclara Cockerell, 1929
- M. semicognata Cockerell, 1937
- M. semierma Vachal, 1903
- M. semiflava Cockerell, 1937
- M. semilaurita Mitchell, 1927
- M. semiluctuosa Smith, 1853
- M. semipleta Cockerell, 1921
- M. semirufa Sichel, 1867
- M. semivenusta Cockerell, 1931
- M. semivestita (Smith, 1853)
- M. semota Cockerell, 1927
- M. senex Smith, 1853
- M. septentrionella Pasteels, 1965
- M. sequior Cockerell, 1910
- M. seraxensis Radoszkowski, 1893
- M. sericans Fonscolombe, 1852
- M. sericeicauda Cockerell, 1910
- M. serraticauda Cockerell, 1938
- M. serricauda Cockerell, 1910
- M. serrigera Cockerell, 1937
- M. setosa Vachal, 1909
- M. sexmaculata Alfken, 1942
- M. seychellensis Cameron, 1907
- M. sheppardi (Pasteels, 1965)
- M. shortlandi Cockerell, 1911
- M. siamensis Cockerell, 1927
- M. sicheli Friese, 1903
- M. sicula (Rossi, 1792)
- M. sidalceae Cockerell, 1897
- M. sikkimi Radoszkowski, 1882
- M. sikorae Friese, 1900
- M. silvapis Wu, 2005
- M. silverlocki Meade-Waldo, 1913
- M. silvestris Rayment, 1951
- M. similis Smith, 1879
- M. simillima Smith, 1853
- M. simlaensis Cameron, 1909
- M. simonyi Friese, 1903
- M. simplex Smith, 1853
- M. simpliciformis Cockerell, 1918
- M. simplicipes Friese, 1921
- M. simulator Cockerell, 1937
- M. sinensis (Wu, 1985)
- M. singularis Cresson, 1865
- M. sinuata Friese, 1903
- M. slevini Cockerell, 1924
- M. soledadensis Cockerell, 1900
- M. sonorana Cockerell, 1924
- M. sosia (Pasteels, 1970)
- M. spatulicornis Pasteels, 1973
- M. speluncarum Meade-Waldo, 1915
- M. sphenapis Wu, 2005
- M. spinarum Cockerell, 1937
- M. spinosiventris Pasteels, 1965
- M. spinotulata Mitchell, 1934
- M. spissula Cockerell, 1911
- M. squalens Haliday, 1836
- M. squamosa Rebmann, 1970
- M. staudingeri Friese, 1905
- M. stefenellii Friese, 1903
- M. steinbachi Friese, 1906
- M. stellarum Cockerell, 1920
- M. stellensis Pasteels, 1965
- M. stenodesma Schrottky, 1913
- M. sterilis Mitchell, 1930
- M. sternintegra (Pasteels, 1965)
- M. stilbonotaspis Moure, 1945
- M. stoddardensis Mitchell, 1957
- M. stolzmanni Radoszkowski, 1893
- M. stomatura Cockerell, 1917
- M. strandi (Popov, 1936)
- M. strenua Smith, 1879
- M. striatella Rebmann, 1968
- M. striatula (Cockerell, 1931)
- M. strigata Vachal, 1904
- M. structilis Cockerell, 1918
- M. strupigera Cockerell, 1922
- M. stulta Bingham, 1897
- M. subalbuta Yasumatsu, 1936
- M. subanograe Mitchell, 1934
- M. subatrella Rayment, 1939
- M. subcingulata Moure, 1945
- M. subexilis Cockerell, 1908
- M. subferox Meade-Waldo, 1915
- M. sublaurita Mitchell, 1927
- M. submetallica Benoist, 1955
- M. submucida Alfken, 1926
- M. subnigra Cresson, 1879
- M. subpallens Vachal, 1908
- M. subparallela Mitchell, 1944
- M. subremotula Rayment, 1934
- M. subrixator Cockerell, 1915
- M. subsericeicauda Rayment, 1939
- M. subserricauda Rayment, 1935
- M. subtranquilla Yasumatsu, 1938
- M. sudanica Magretti, 1898
- M. suffusipennis Cockerell, 1906
- M. sumatrana Friese, 1918
- M. sumichrasti Cresson, 1878
- M. sumizome Hirashima & Maeta, 1974
- M. suspecta Vachal, 1909
- M. susurrans Haliday, 1836
- M. swarbrecki Rayment, 1946
- M. syraensis Radoszkowski, 1874
- M. szentivanyi (Michener, 1965)
- M. tabayensis Schrottky, 1920
- M. taiwanicola Yasumatsu & Hirashima, 1965
- M. takaoensis Cockerell, 1911
- M. tangensis Cockerell, 1937
- M. tantilla Cockerell, 1937
- M. tapytensis Mitchell, 1929
- M. tardula Cameron, 1905
- M. tarea Cameron, 1902
- M. tarsatulata Cockerell, 1916
- M. tarsatula Cockerell, 1915
- M. tarsisignata Cockerell, 1920
- M. tasmanica Cockerell, 1916
- M. taua Strand, 1911
- M. tecta Radoszkowski, 1888
- M. temora Cameron, 1905
- M. tenuicincta Cockerell, 1929
- M. tenuitarsis Schrottky, 1920
- M. tepaneca Cresson, 1878
- M. terminalis Smith, 1858
- M. terminata Morawitz, 1875
- M. terrestris Schrottky, 1902
- M. tertia Dalla Torre, 1896
- M. tessmanni Pasteels, 1965
- M. tetracantha Cockerell, 1937
- M. tetrazona Friese, 1908
- M. tetrodonta Pasteels, 1965
- M. texana Cresson, 1878
- M. texensis Mitchell, 1956
- M. thoracica Smith, 1853
- M. thygaterella Schrottky, 1913
- M. tiburonensis Cockerell, 1924
- M. timberlakei Cockerell, 1920
- M. timida Mitchell, 1930
- M. timorensis Friese, 1918
- M. tkalcui van der Zanden, 1996
- M. toluca Cresson, 1878
- M. tomentosa Friese, 1903
- M. torrida Smith, 1853
- M. toscata Mitchell, 1934
- M. tosticauda Cockerell, 1912
- M. townsendiana Cockerell, 1898
- M. toxopei Alfken, 1926
- M. tranquilla Cockerell, 1911
- M. transgrediens Rebmann, 1970
- M. transiens (Pasteels, 1965)
- M. trapezicauda Pasteels, 1965
- M. trepida Mitchell, 1930
- M. tributa Vachal, 1909
- M. trichorhytisma Engel, 2006
- M. trichroma Friese, 1922
- M. trichrootricha Moure, 1953
- M. tricolor (Pasteels, 1970)
- M. tridentata Ashmead, 1900
- M. trigonaspis Schrottky, 1913
- M. trisecta (Pasteels, 1976)
- M. tritacantha (Pasteels, 1970)
- M. trizonata Wu, 2005
- M. trochantina Vachal, 1909
- M. troodica Mavromoustakis, 1953
- M. trucis Mitchell, 1930
- M. truncata Friese, 1903
- M. truncaticauda Cockerell, 1933
- M. truncaticeps Friese, 1909
- M. tsimbazazae (Pauly, 2001)
- M. tsingtauensis Strand, 1915
- M. tsurugensis Cockerell, 1924
- M. tuberculata Smith, 1858
- M. tuberculifera Schrottky, 1913
- M. tucumana Vachal, 1908
- M. tulariana Mitchell, 1937
- M. tupinaquina Schrottky, 1913
- M. turbulenta Mitchell, 1930
- M. turneri (Meade-Waldo, 1913)
- M. turpis Mitchell, 1930
- M. tutuilae Perkins & Cheesman, 1928
- M. uamiella Pasteels, 1965
- M. ulrica Nurse, 1901
- M. umatillensis (Mitchell, 1927)
- M. umbripennis Smith, 1853
- M. una Vachal, 1909
- M. ungulata Smith, 1853
- M. unifasciata Radoszkowski, 1881
- M. urbana Smith, 1879
- M. ustulata Smith, 1862
- M. utra Vachal, 1903
- M. vachali (Pasteels, 1965)
- M. vagata Vachal, 1908
- M. valdezi Cockerell, 1916
- M. valida Smith, 1879
- M. vandeveldii (Meunier, 1888)
- M. vanduzeei Cockerell, 1924
- M. variabilis (King, 1994)
- M. varipes Vachal, 1908
- M. variplantis Vachal, 1909
- M. variscopa Pérez, 1895
- M. variscopula Cockerell, 1931
- M. velutina Smith, 1853
- M. ventralis Smith, 1860
- M. venusta Smith, 1853
- M. veraecrucis Cockerell, 1896
- M. verrucosa Brèthes, 1910
- M. versicolor Smith, 1844 – Gewone behangersbij
- M. vestis Mitchell, 1930
- M. vestita Smith, 1853
- M. vestitor Cockerell, 1910
- M. veterna Vachal, 1908
- M. vetula Vachal, 1904
- M. viator Mitchell, 1930
- M. victoriana Mitchell, 1934
- M. vigilans Smith, 1878
- M. villipes Morawitz, 1875
- M. villosa (Fabricius, 1775)
- M. virescens Cockerell, 1912
- M. viridicollis Morawitz, 1875
- M. viridinitens Cockerell, 1930
- M. vitraci Pérez, 1884
- M. vittatula Cockerell, 1920
- M. voiensis Cockerell, 1937
- M. vulpina Friese, 1913
- M. vulpinella Pasteels, 1973
- M. wagenknechti Ruiz, 1936
- M. wahlbergi Friese, 1901
- M. walkeri Dalla Torre, 1896
- M. waterbergensis Strand, 1911
- M. waterhousei Cockerell, 1906
- M. wheeleri Mitchell, 1927
- M. whiteana Cameron, 1905
- M. willowmorensis Brauns, 1926
- M. willughbiella (Kirby, 1802) – Grote bladsnijder
- M. wilmattae Cockerell, 1924
- M. woodfordi Cockerell, 1911
- M. wyndhamensis Rayment, 1935
- M. wyomingensis Mitchell, 1934
- M. xanthothrix Yasumatsu & Hirashima, 1964
- M. xanthura Spinola, 1853
- M. xerophila Cockerell, 1933
- M. xylocopoides Smith, 1853
- M. yaeyamaensis Yasumatsu & Hirashima, 1964
- M. yasumatsui Hirashima, 1974
- M. ypirangensis Schrottky, 1913
- M. yumensis Mitchell, 1944
- M. zambesica Pasteels, 1965
- M. zapoteca Cresson, 1878
- M. zaptlana Cresson, 1878
- M. zebrella Pasteels, 1973
- M. zernyi Alfken, 1933
- M. zexmeniae Cockerell, 1912
- M. zingowli Cheesman, 1936
- M. zombae Schulten, 1977